# بکا واچیبرادزه
بکا واچیبرادزه (اوکراینی: Бека Зазайович Вачіберадзе؛ زادهٔ ۵ مارس ۱۹۹۶) بازیکن فوتبال اهل اوکراین است.
از باشگاه‌هایی که در آن بازی کرده‌است می‌توان به باشگاه فوتبال رئال بتیس و باشگاه فوتبال چورنومورتس اودسا اشاره کرد.
وی همچنین در تیم‌های ملی فوتبال Ukraine national under-16 football team, Ukraine national under-17 football team, Ukraine national under-18 football team, Ukraine national under-19 football team، و زیر ۲۱ سال اوکراین بازی کرده‌است.